# Tomas Sjunnesson
Jan Tomas Karsten Sjunnesson, född 9 februari 1930 i Lund, död 8 maj 2018, var en svensk målare och tecknare.
Han var son till läroverksadjunkten Sem Joel Sjunnesson och Gertrud Paulsson och från 1960 gift med Hilkka Hummelin. Sjunnesson studerade vid Essem-skolan i Malmö 1948, Otte Skölds målarskola i Stockholm 1949 och för Ragnar Sandberg vid Konsthögskolan 1950–1956 samt under självstudier på upprepade resor till Medelhavsländerna. Separat ställde han ut på Krognoshuset i Lund 1958 och i Akademiska föreningen 1960. Han medverkade i samlingsutställningar arrangerade av Skånes konstförening, Ängelholms konstförening, Limhamns konstförening och utställningarna Kulla-konst i Höganäs, Nationalmuseums Unga tecknare samt utställningen Facett i Rådhushallen i Malmö. 